# 小行星728
小行星728（728 Leonisis）是一颗围绕太阳公转的小行星。1912年2月16日，約翰·帕利薩在维也纳描述了此天体。
該小行星以德國化學家利奧·甘斯（Leo Gans）命名。
这颗小行星的绝对星等为12.8等。它的光谱分类不确定。它先前被分类为罕见的A和Ld类型。这两者都是岩石型的光谱，但是它的特征明显偏离S-型小行星。这些不寻常的光谱特征使得小行星728的花神星族身份受到质疑。

## 相关條目
- 小行星列表/10001-11000

## 外部連結
- Asteroid Lightcurve Database (LCDB) （页面存档备份，存于）, query form (info （页面存档备份，存于）)
- Dictionary of Minor Planet Names, Google books
- Discovery Circumstances: Numbered Minor Planets (10001)-(15000) （页面存档备份，存于） – Minor Planet Center
- 小行星728 at AstDyS-2, Asteroids—Dynamic Site
  - Ephemeris · Observation prediction · Orbital info · Proper elements · Observational info
- NASA JPL小天體瀏覽器上的小行星728

| 前一小行星： 小行星727 | 小行星列表 | 後一小行星： 小行星729 |